# Teodor Talowski
Teodor Marian Talowski (sinh ngày 23 tháng 3 năm 1857 tại Zasów, mất ngày 1 tháng 5 năm 1910 tại Lviv) là một kiến trúc sư và họa sĩ người Ba Lan. Nhờ phong cách của mình, kết hợp Chủ nghĩa Lịch sử muộn với những ảnh hưởng Tân nghệ thuật và Chủ nghĩa Hiện đại, ông đã được mô tả là "Gaudi Ba Lan". Các công trình của ông bao gồm các chung cư, nhà thờ, nhà nguyện và các công trình công cộng khác ở Kraków, Lviv và các thành phố khác trên khắp Galicia thuộc Áo trước đây.

## Tiểu sử
Talowski sinh ra ở Zassów (nay là Zasów) gần Tarnów, thuộc Galicia của Áo, học tại một trường trung học ở Kraków. Sau đó, ông chuyển đến Vienna, nơi ông học Kiến trúc dưới thời Karl König. Sau hai năm, ông chuyển đến Lviv (tiếng Ba Lan: Lwów, tiếng Đức: Lemberg), theo học Julian Zachariewicz tại Đại học Bách khoa Lviv. Ông tốt nghiệp năm 1881. Sau đó, ông trở lại Kraków để làm giáo sư tại Trường Cao đẳng Công nghệ và Công nghiệp (tiếng Ba Lan: Wyższa Szkoła Techniczo-Przemysłowa). Năm 1901, ông được bổ nhiệm làm chủ nhiệm Khoa Mỹ thuật và sau đó là Khoa Kiến trúc Trung cổ tại Đại học Bách khoa Lviv.
Trong suốt sự nghiệp của mình, Talowski chủ yếu làm việc ở Galicia, thiết kế các tòa nhà công cộng cũng như nhà ở dân sự. Các tác phẩm của Talowski được xếp vào chủ nghĩa chiết trung, thể hiện mối liên hệ chặt chẽ với chủ nghĩa lịch sử và Tân nghệ thuật.
Ông mất sớm vào năm 1910 tại Lviv sau 5 năm chống trọi với bệnh tật và được an táng tại Nghĩa trang Rakowicki ở Kraków.

## Tác phẩm chính

### Chung cư

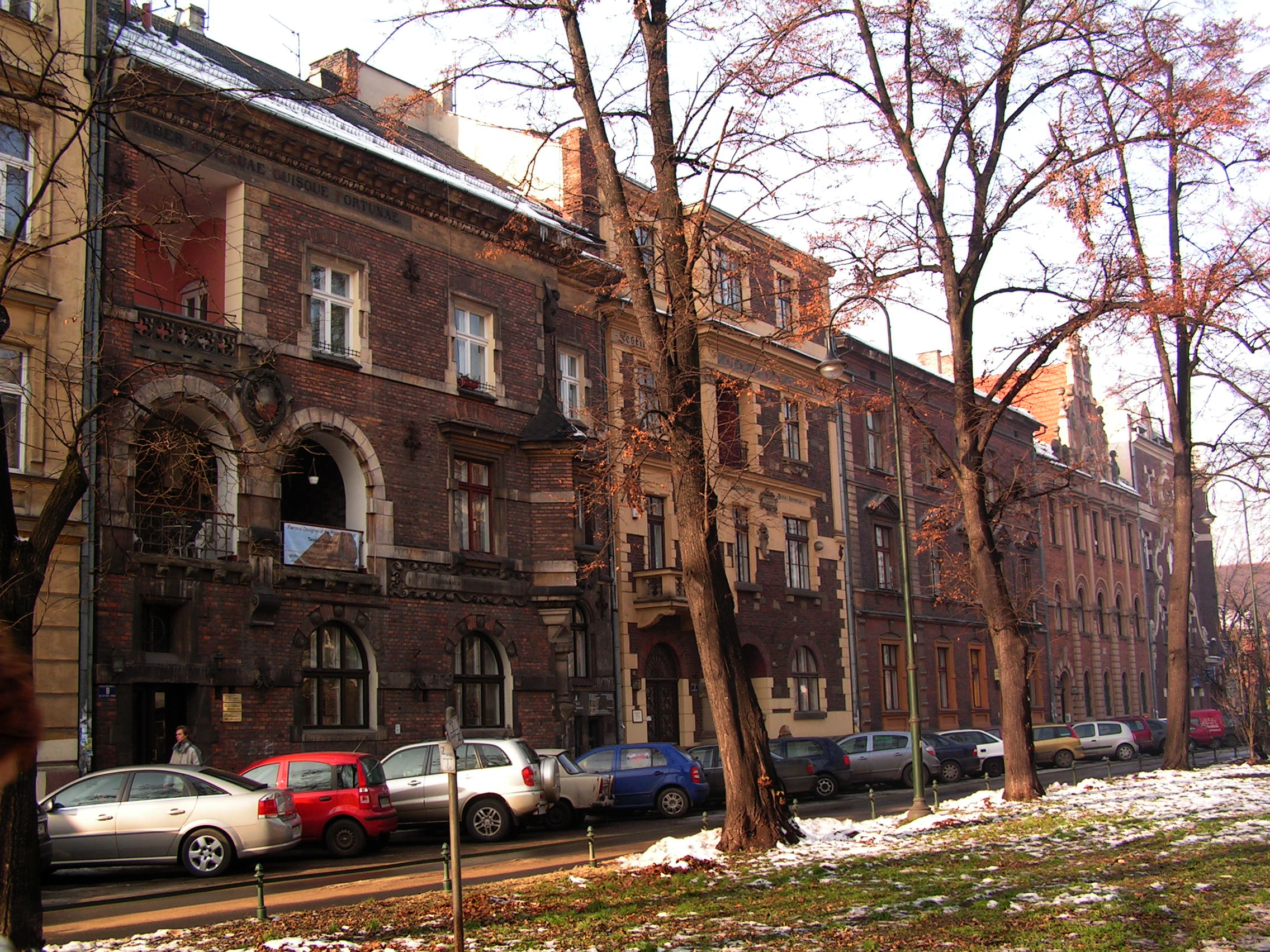
Một số ngôi nhà của Talowski tại đường Retoryka, Kraków. Từ bên trái - số 9-1

- Khu phức hợp các tòa nhà chung cư ở Kraków tại 1,3,7,9,15 đường Retoryka:

 •    Số 1 phố Retoryka - Under the Singing Frog (Pol. Pod śpiewającą żabą), 1889–90
 •    Số 7 phố Retoryka - Festina Lente, 1887
 •    Số 9 phố Retoryka - Under the Ass (Pod Osłem), 1891
 •    Số 15 phố Retoryka - Think Long, Act Fast (Długo myśl, prędko czyń), 1888
- Nhà riêng của Talowski: Under the Spider (Pol. Pod pająkiem) trên phố Karmelicka, Kraków, 1889
- Tòa nhà chung cư số 18 phố Smoleńsk, Kraków: Under the Dragon (Pod Smokiem), 1887

### Nhà thờ
Talowski đã thiết kế hơn 70 nhà thờ, bao gồm: 

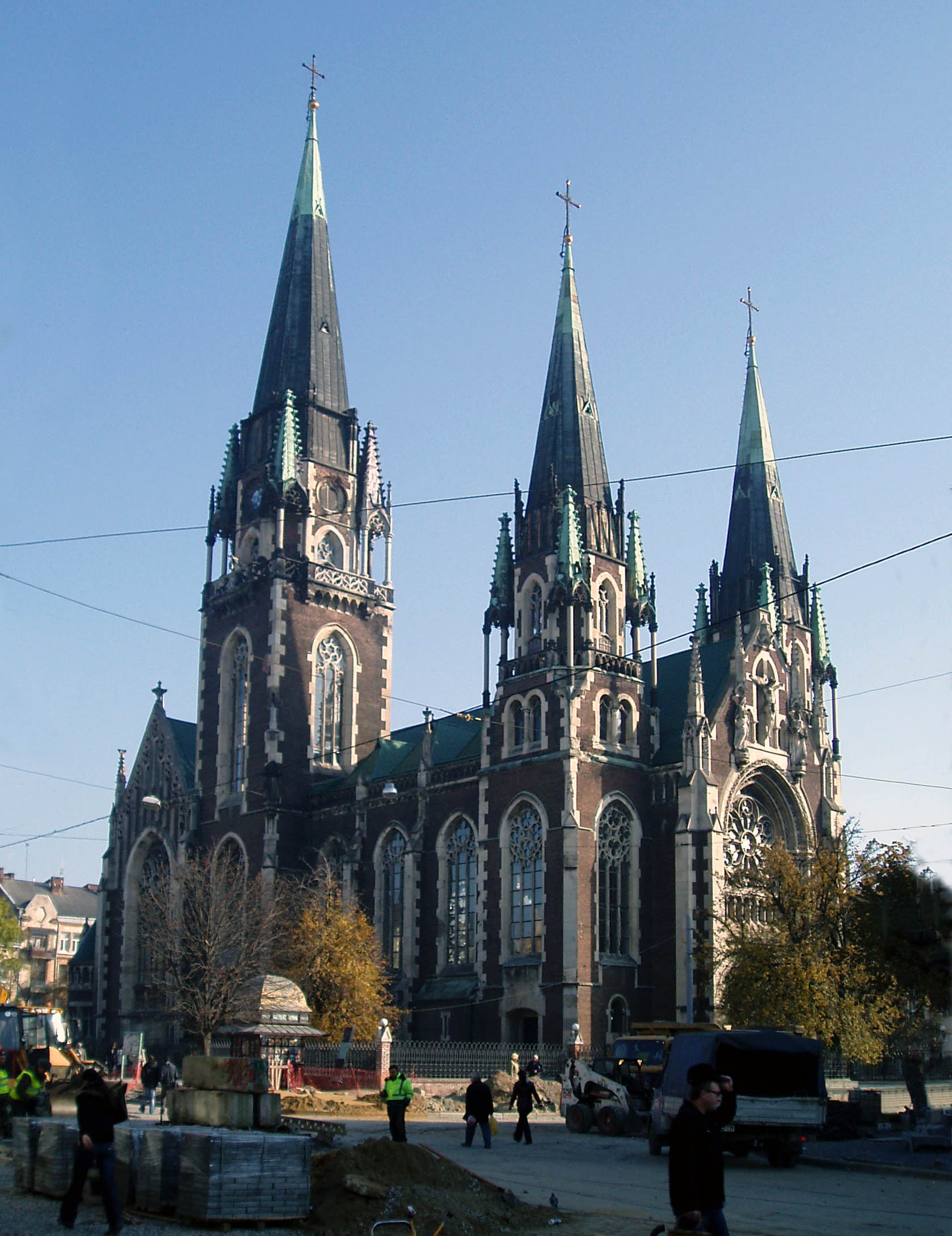
Nhà thờ Thánh Elizabeth ở Lviv

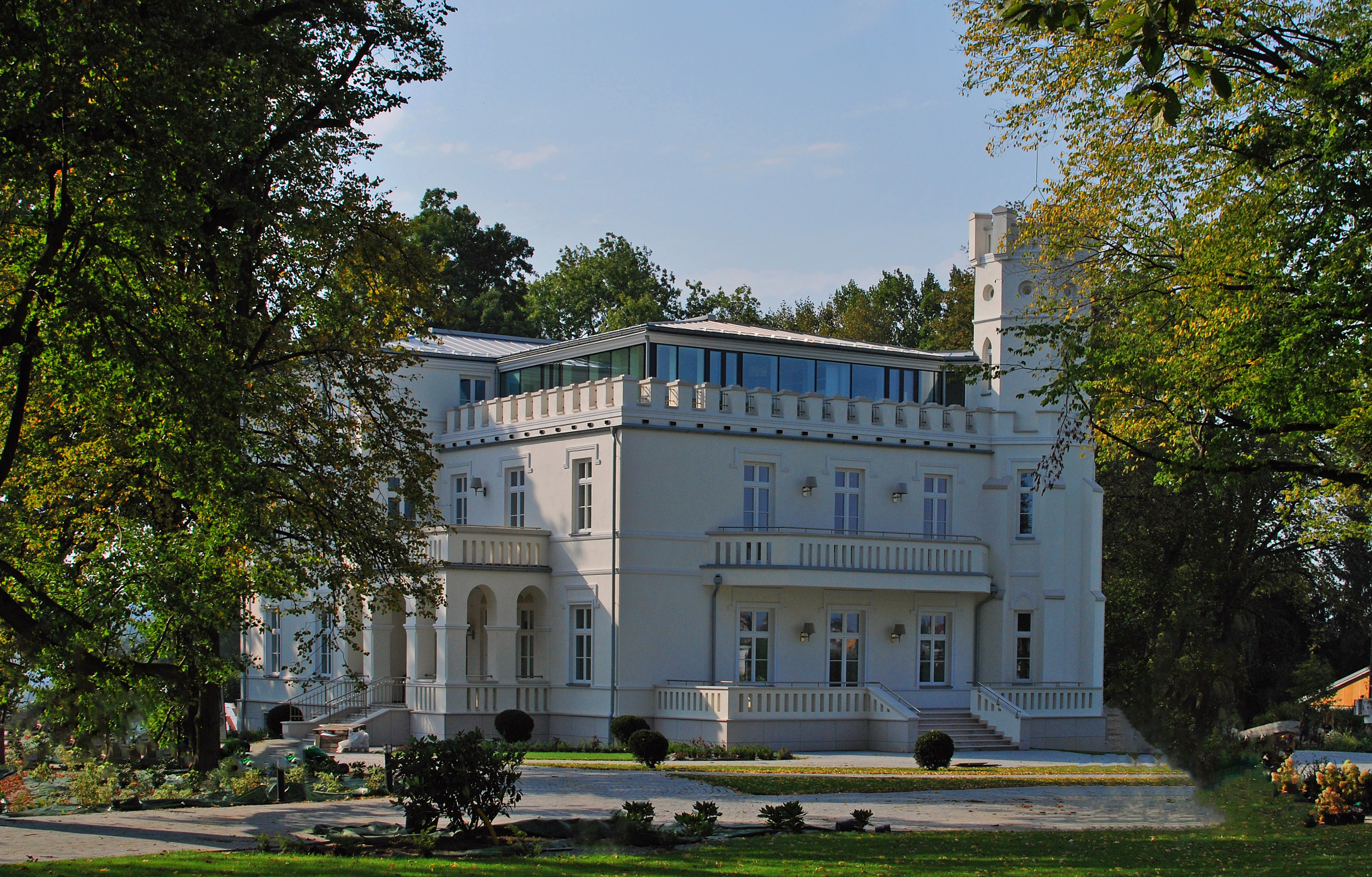
Trang viên Dobiecki ở Cianowice Duże

- Nhà thờ Thánh Elizabeth ở Lviv, Ukraine (1903–11)
- Nhà thờ St. Mary of the Perpetual Assistance Church ở Ternopil, Ukraine (1903–08)
- Nhà thờ St. Elizabeth ở Nowy Sącz
- Nhà thờ St. Casimir ở Nowy Sącz
- Nhà thờ Thánh Nicholas ở Przyszowa
- Nhà thờ giáo xứ ở Sucha Beskidzka
- Nhà thờ Hiển dung của Chúa Giê-su ở Libiąż
- Nhà thờ St. Stanisław ở Osobnica
- Giả định của Nhà thờ St. Mary ở Kamianka-Buzka
- Nhà thờ St. Anne ở Wadowice Górne
- Nhà thờ All Saints 'ở Chorzelów
- Nhà thờ Thánh Anthony of Padua ở Nagoszyn
- Nhà thờ St. Stanislaw the Bishop ở Łańcut, (đã thay đổi)
- Nhà thờ Thánh Tâm Chúa Giêsu ở Bóbrka
- Nhà thờ St. Sophia và St. Stephen ở Laszki
- Nhà thờ St. Anne ở Skalat, Ukraine
- Nhà thờ Thánh Tâm Chúa Giêsu, Stoyaniv, Ukraine
- Nhà thờ Ba Lan ở Cacica, Romania

### Công trình khác
- Cầu cạn đường Lubicz ở Kraków
- Dòng Trợ thế của Bệnh viện St. John of God ở Kraków
- Trang viên Dąbrowski ở Michałowice
- Tòa nhà kỹ thuật điện Kraków
- Cung điện của Żeleński ở Grodkowice gần Kraków
- Ngôi mộ gia đình của nhà Talowski tại Nghĩa trang Rakowicki
- Trang viên Dobiecki ở Cianowice Duże

## Bộ sưu tập

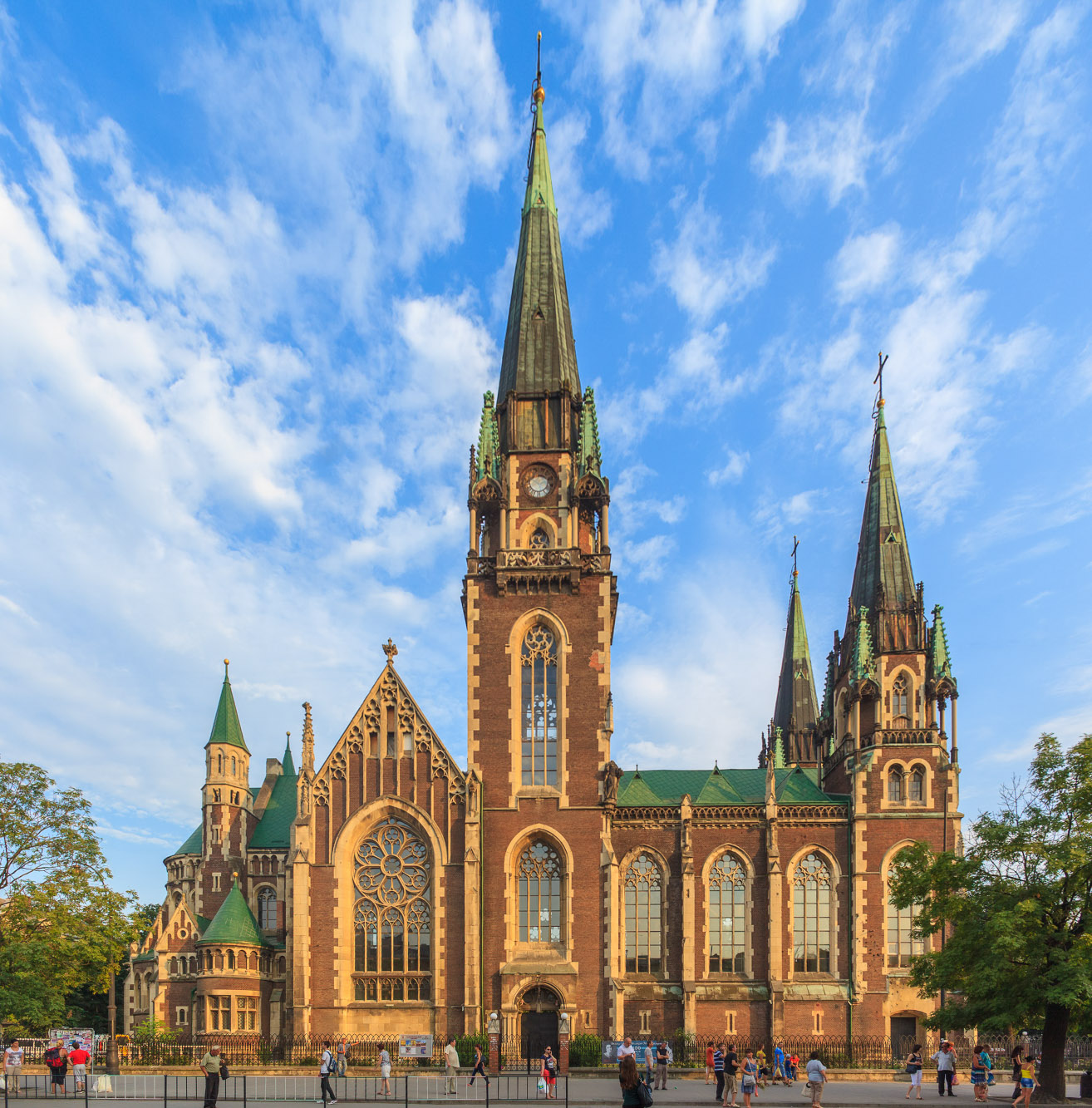
Nhà thờ Thánh Elisabeth tại Lviv - mặt đứng phía bắc
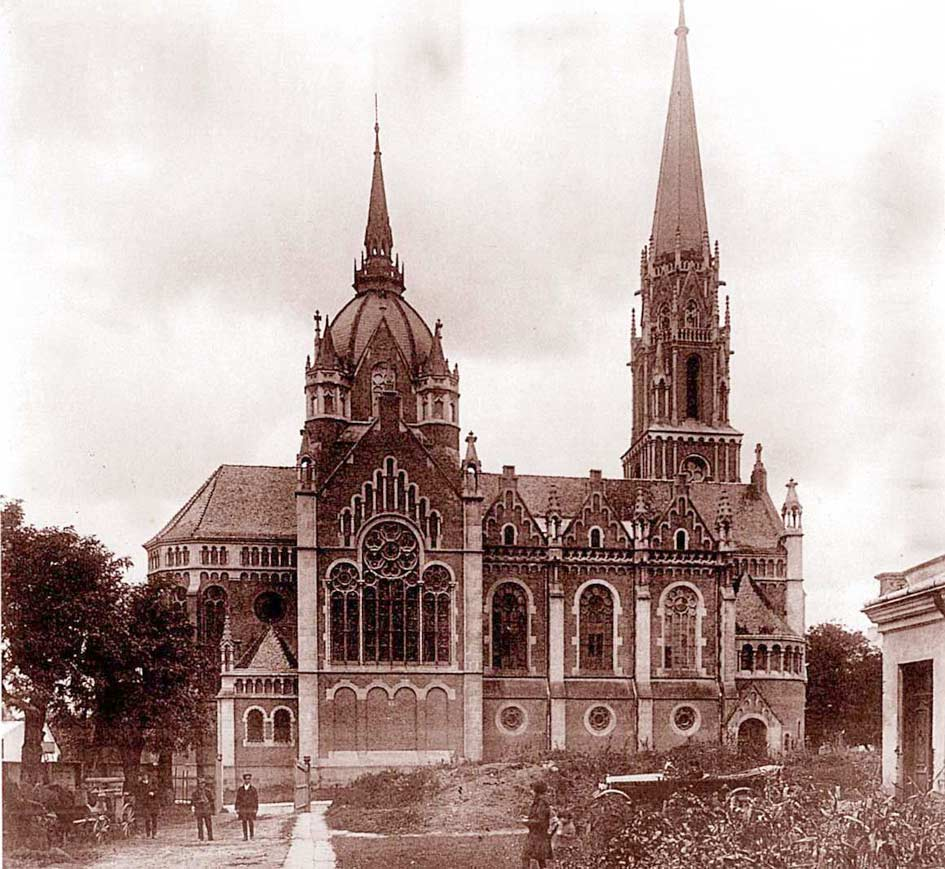
Nhà thờ Thánh Mary ở Ternopil, xây dựng khoảng năm 1903-08, đã bị phá năm 1954
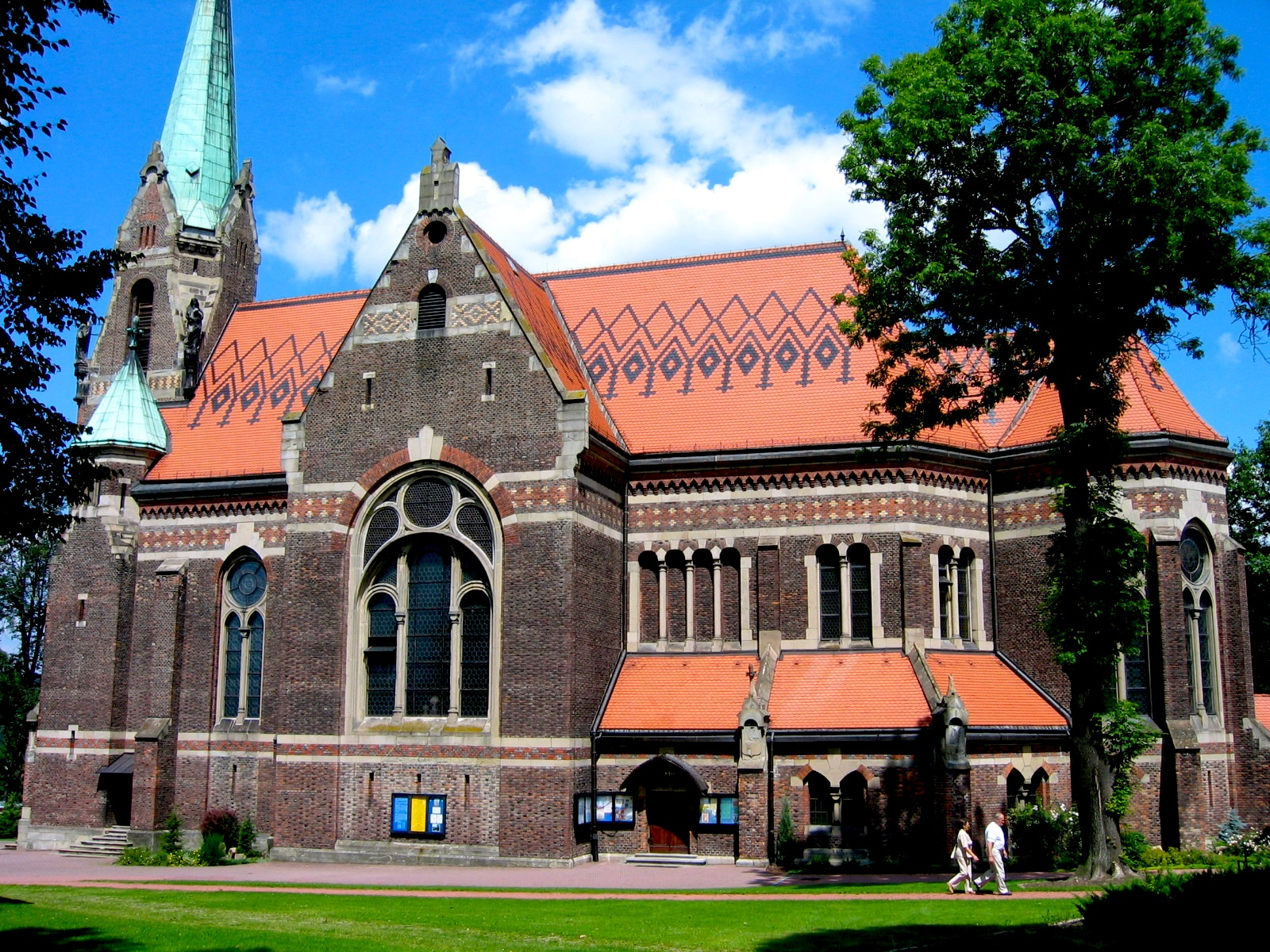
Nhà thờ giáo xứ ở Sucha Beskidzka
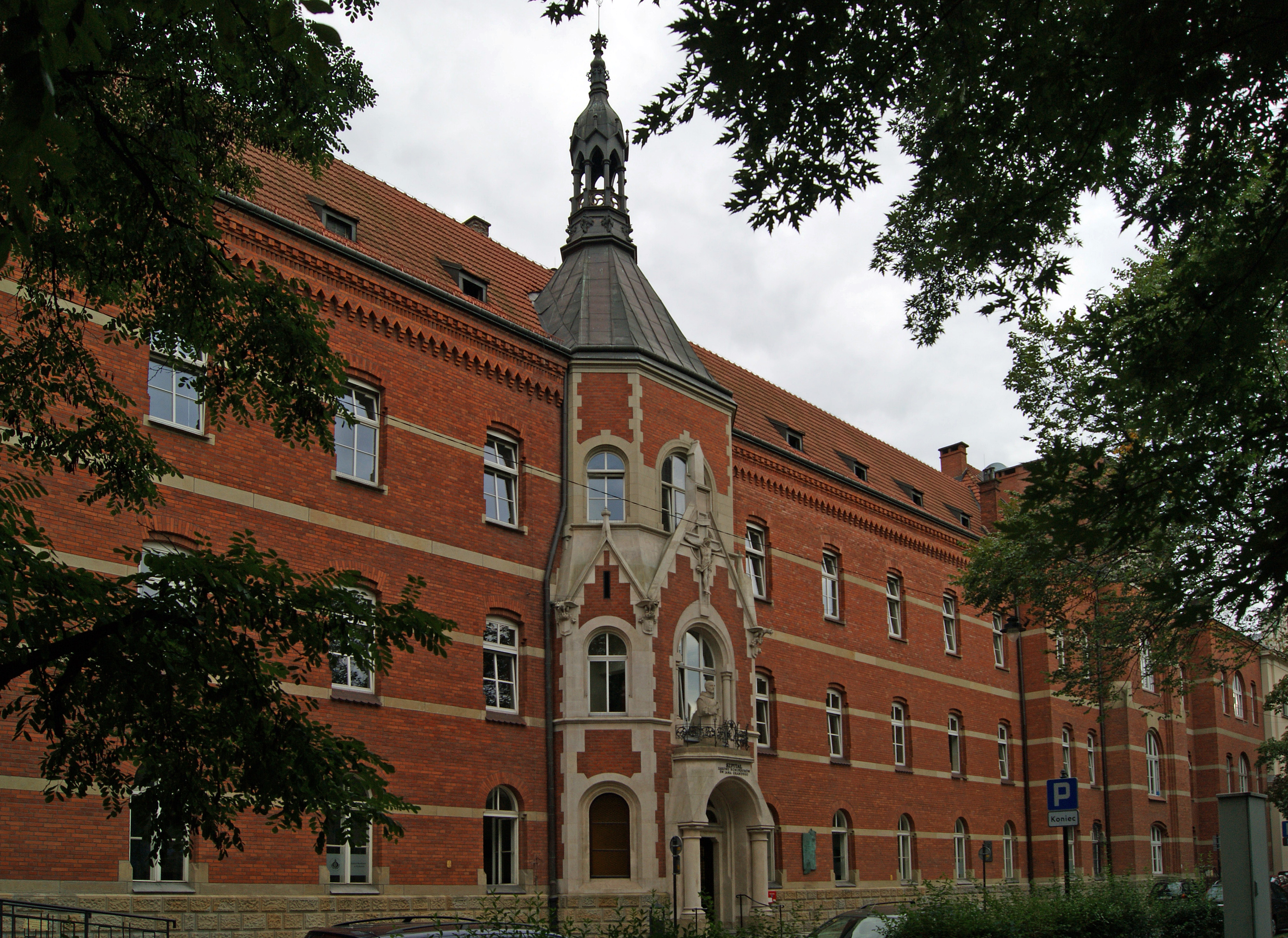
Bệnh viện Thánh John Thiên chúa, Kraków
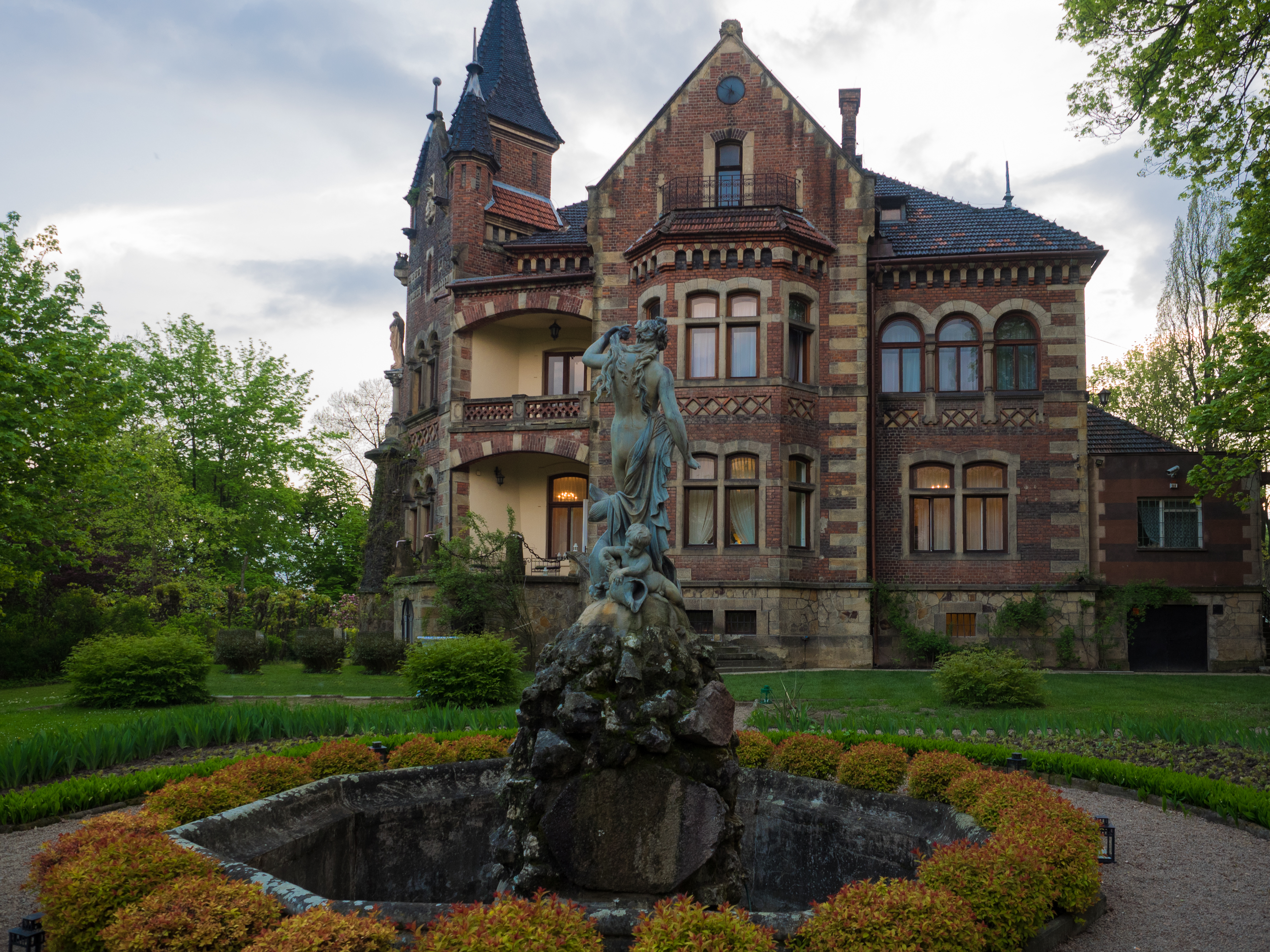
Trang viên nhà Żeleński ở Grodkowice
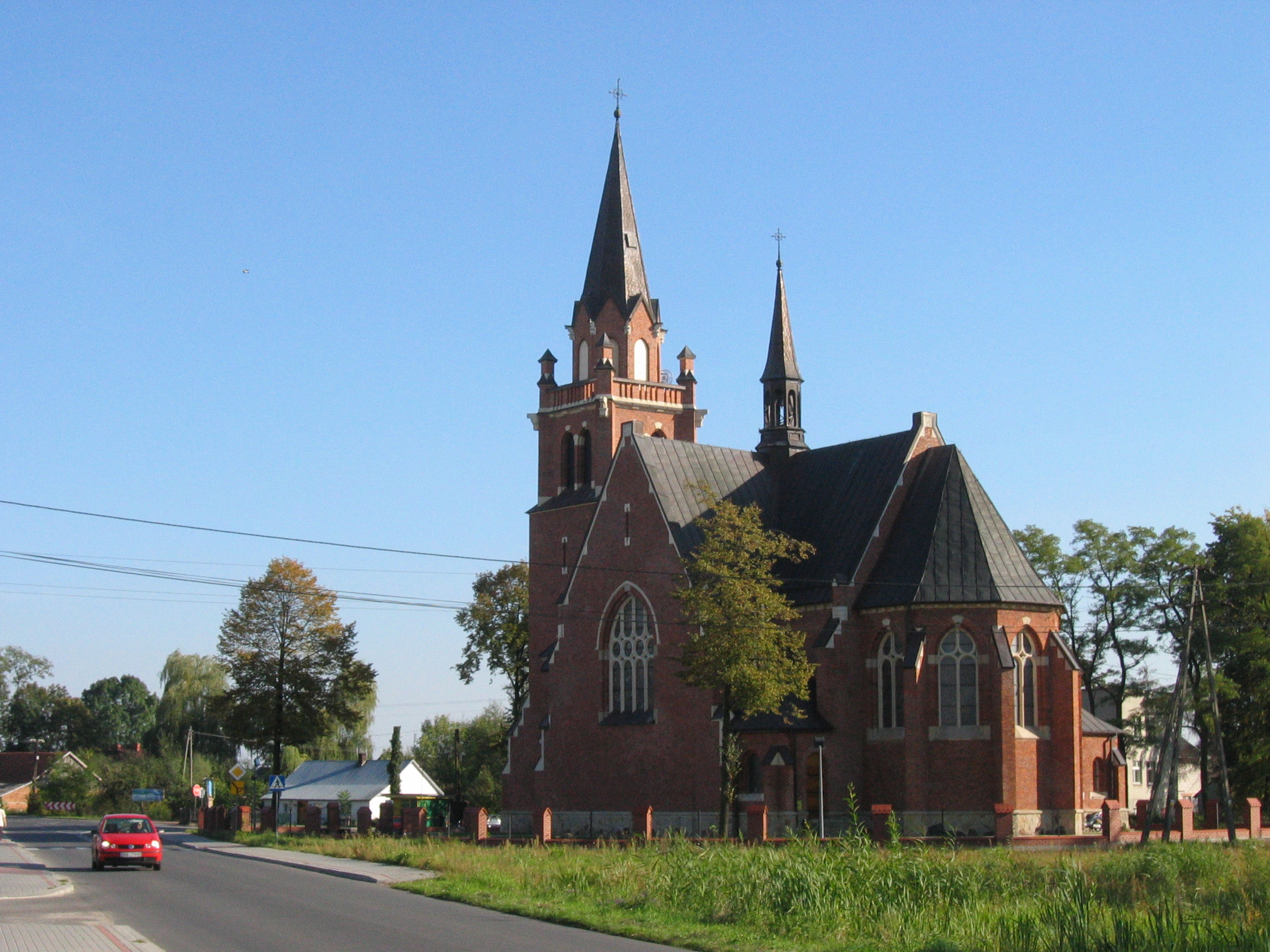
Nhà thờ Thánh Anne ở Wadowice Górne
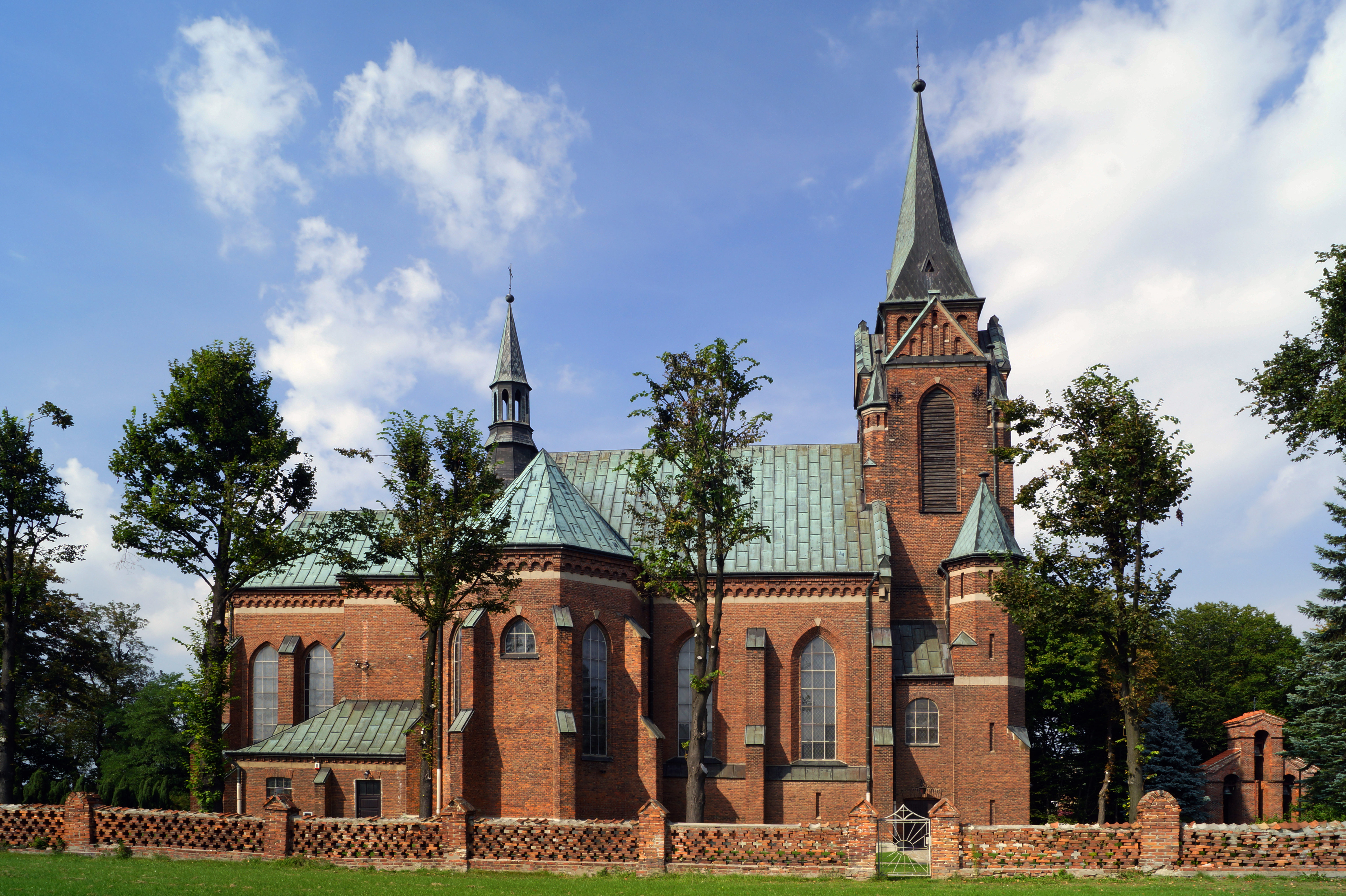
Nhà thờ Thánh Nicholas ở Lubzina
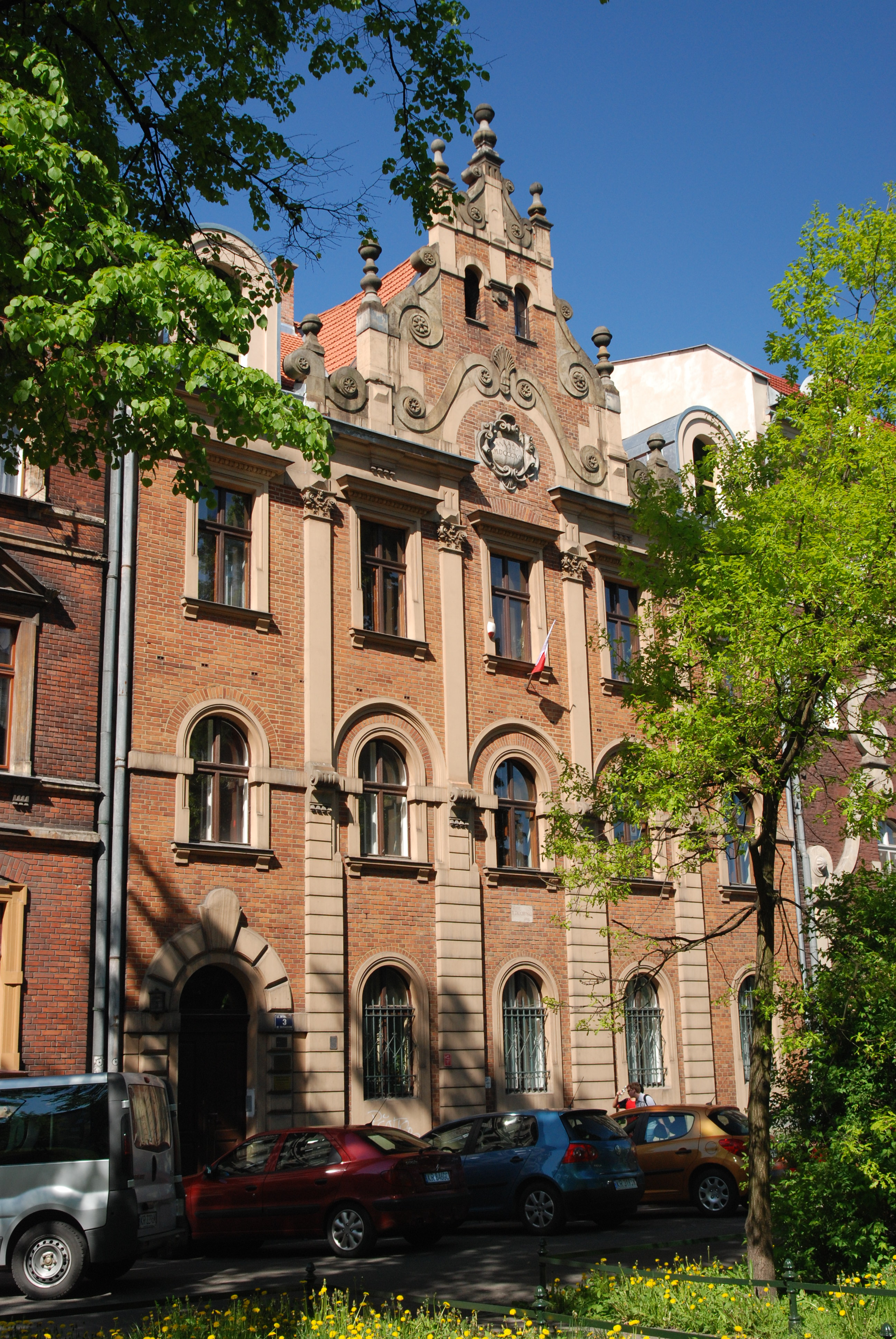
Nhà ở liên kế trên phố Retoryka, Kraków
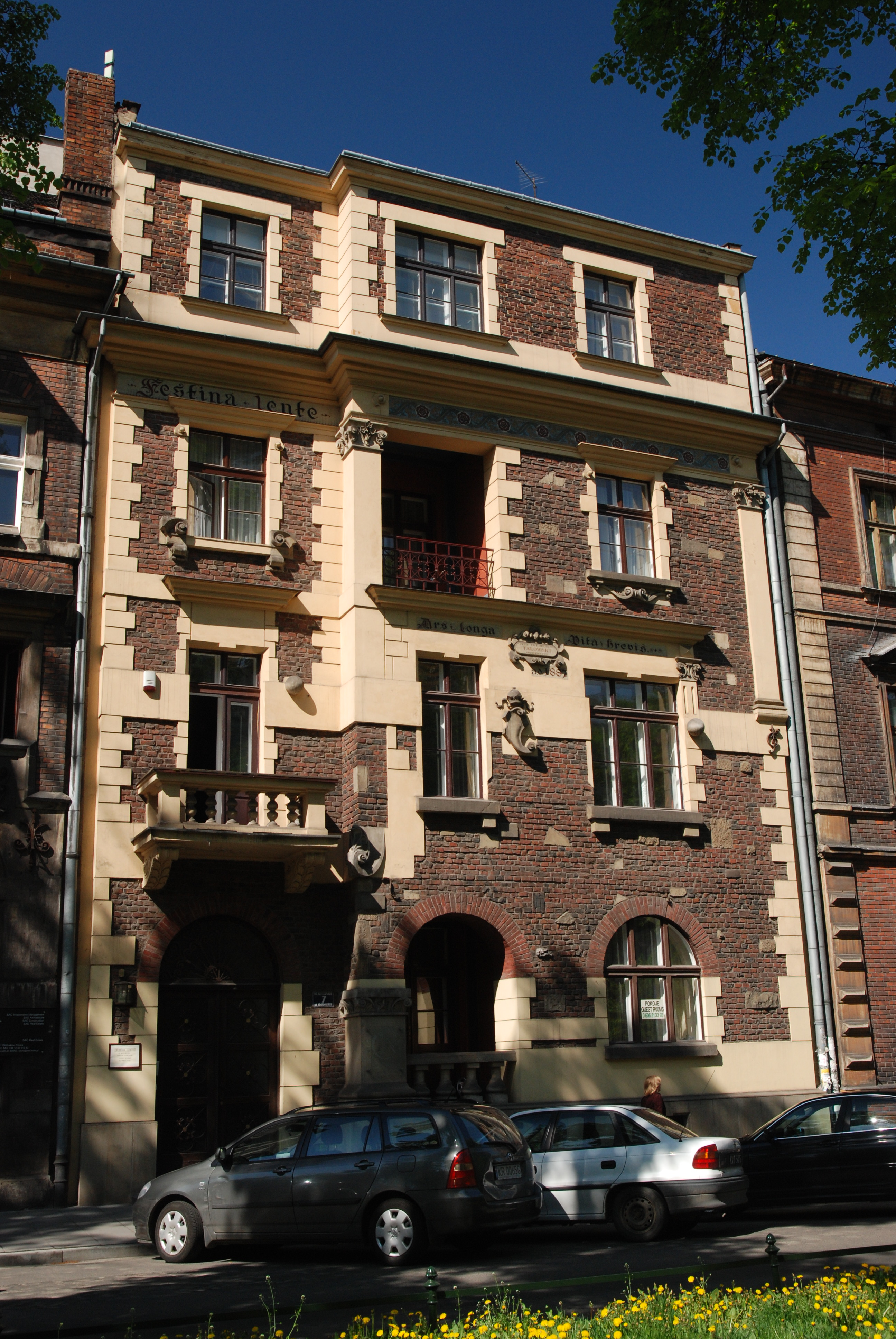
Nhà ở liên kế Festina lente, Kraków
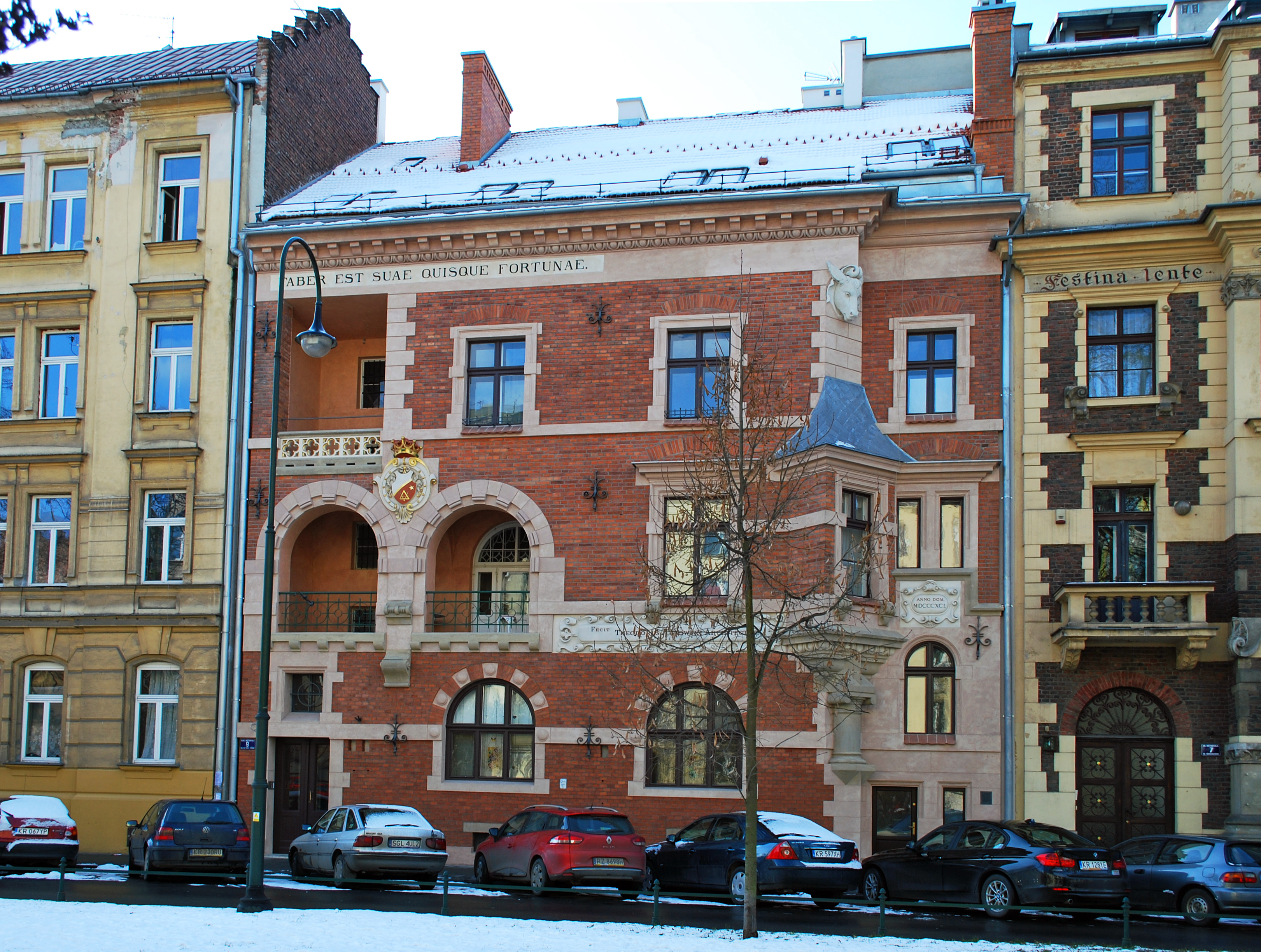
Nhà ở liên kế Pod Osłem, Kraków
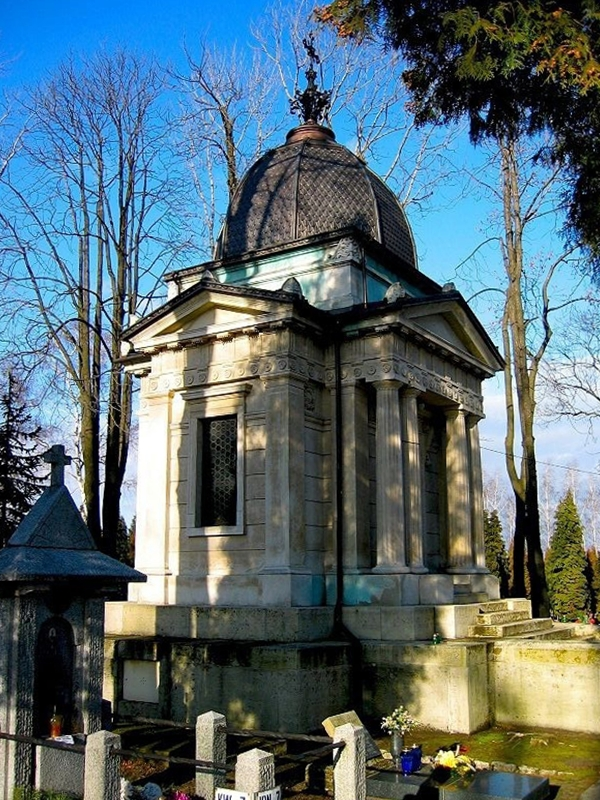
Lăng Loewenfeld, Chrzanów
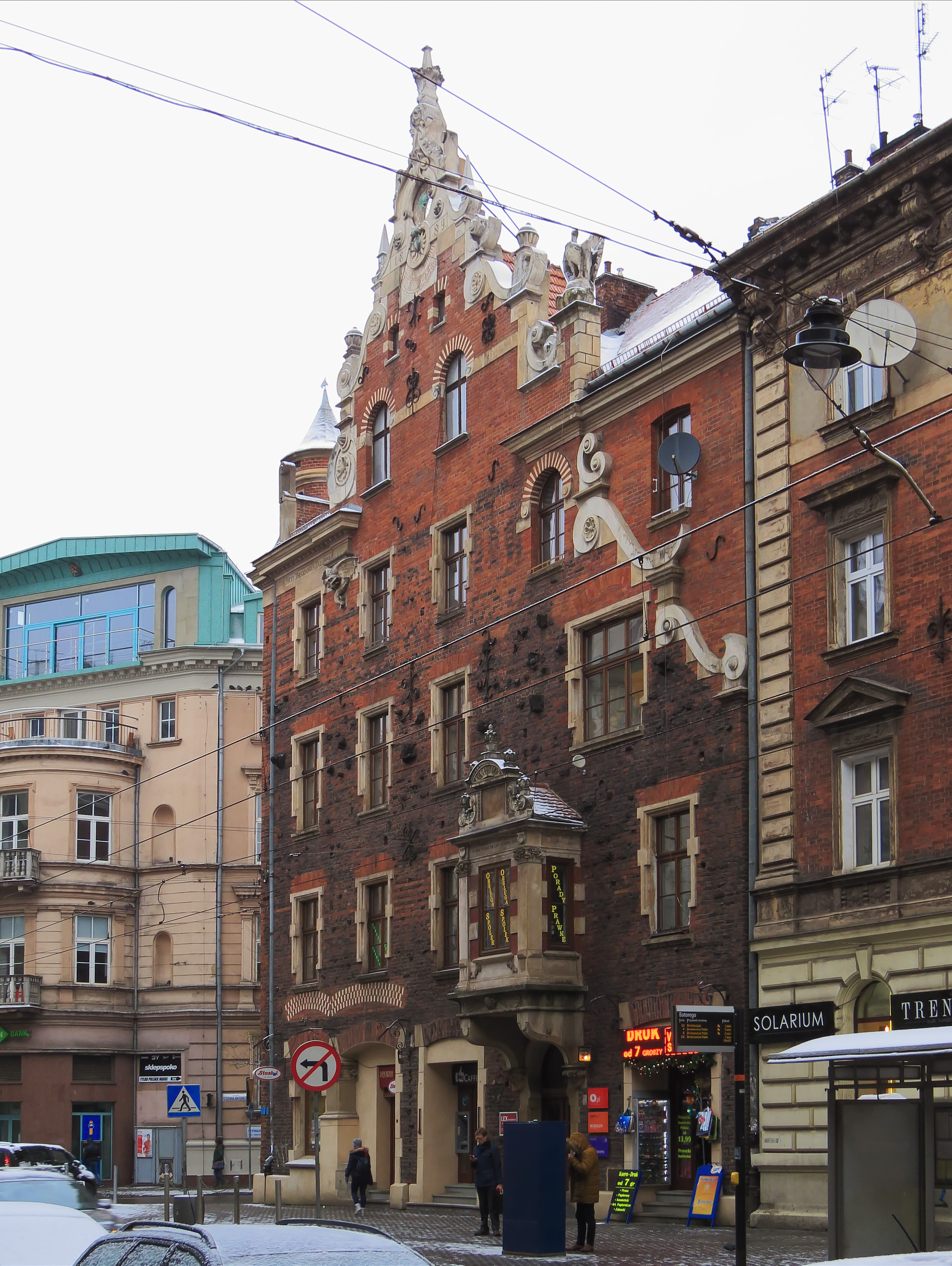
Nhà tập thể Under the Sign of Spider, Kraków
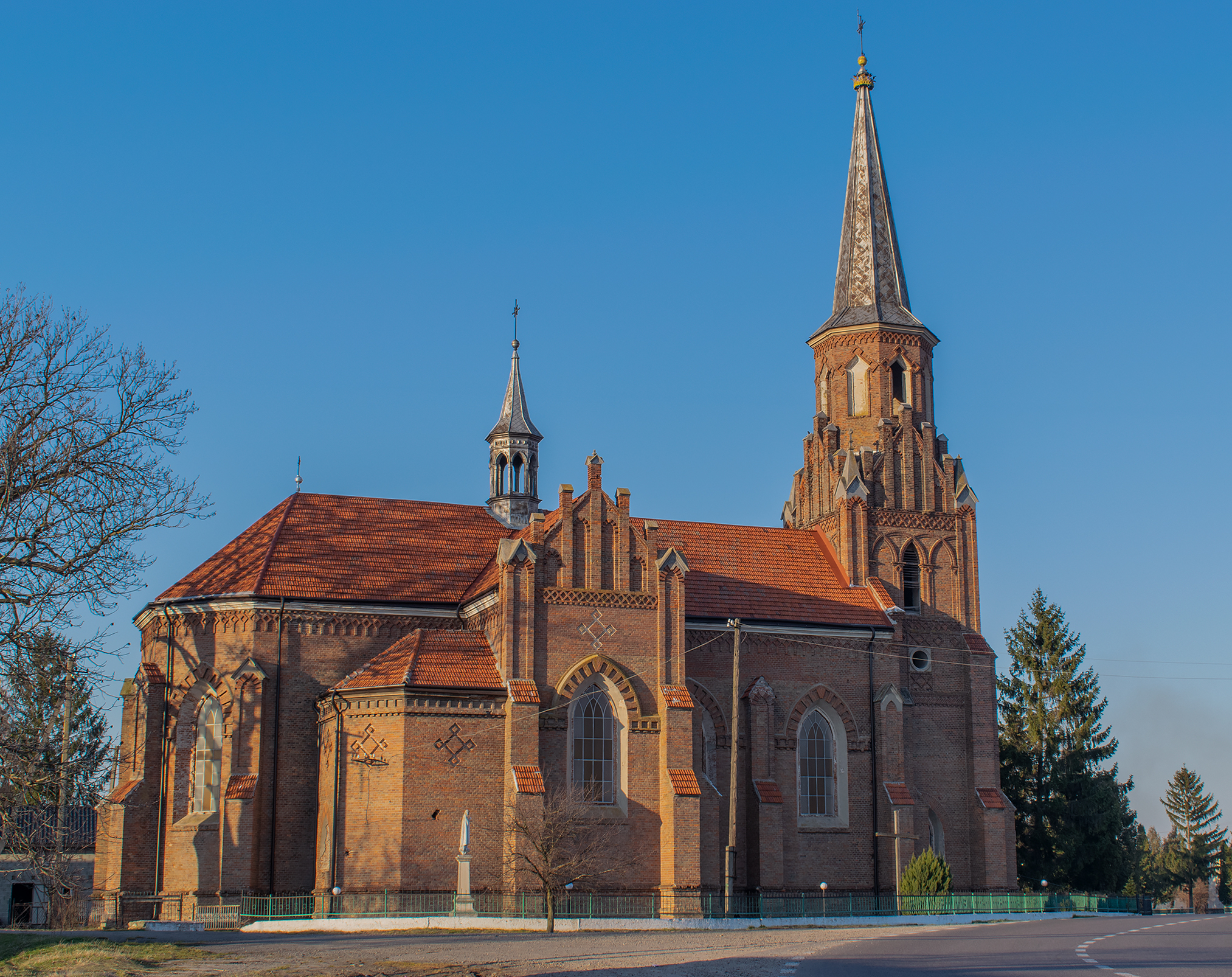
Nhà thờ Thánh tâm chúa Jesus, Stoyaniv
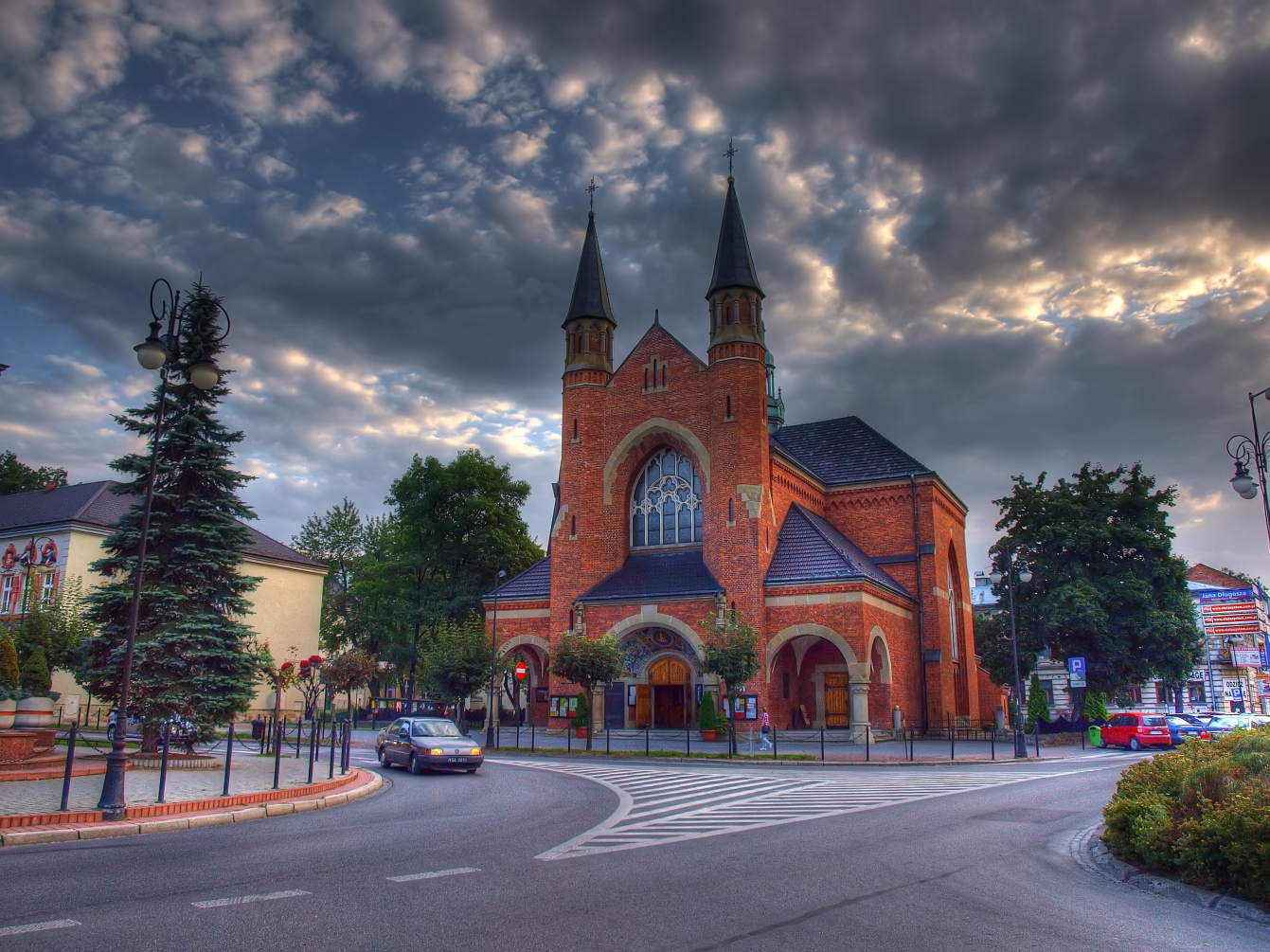
Nhà thờ Thánh Casimir, Nowy Sącz
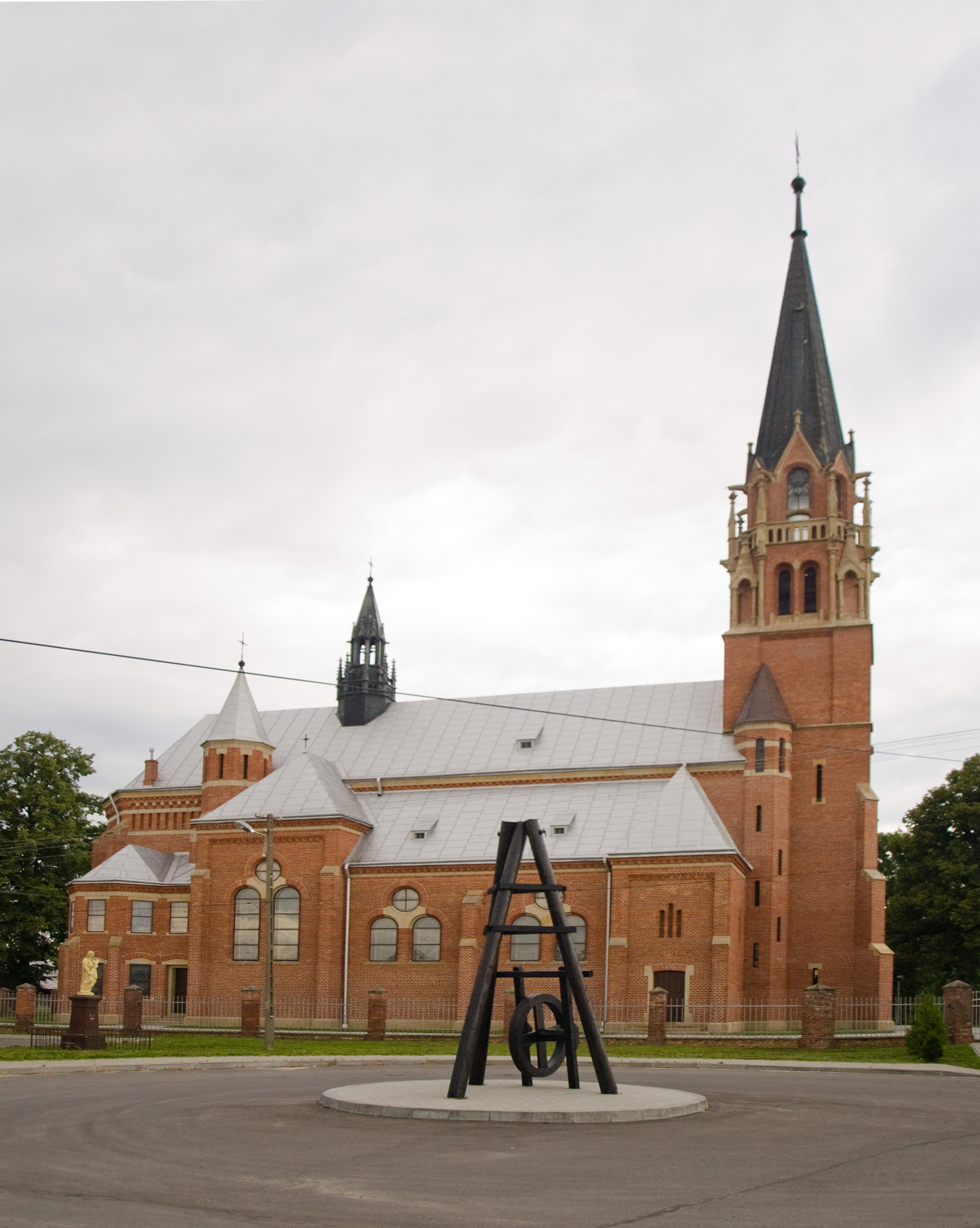
Nhà thờ Thánh tâm chúa Jesus, Bóbrka